# Sarothrura
Sarothrura – rodzaj ptaków z rodziny kusokurek (Sarothruridae).

## Zasięg występowania
Rodzaj obejmuje gatunki występujące w Afryce Subsaharyjskiej (włącznie z Madagaskarem).

## Morfologia
Długość ciała 14–17 cm, rozpiętość skrzydeł 23–28 cm; masa ciała samców 25–58 g, samic 29,5–60,5 g.

## Systematyka

### Etymologia
- Sarothrura: gr. σαρωτρον sarōtron „miotła”, od σαιρω sairō „zamiatać”; ουρα oura „ogon”[8].
- Alecthelia: gr. αλεκτωρ alektōr, αλεκτορος alektoros „kogucik”; ἡλιος hēlios „słońce” (tj. równikowy, tropikalny)[9]. Gatunek typowy: Alecthelia lineata Swainson, 1838 (= Crex affinis A. Smith, 1828).
- Corethrura: gr. κορηθρον korēthron „miotła”; ουρα oura „ogon”[10]. Gatunek typowy: Gallinula jardinii A. Smith 1839 (= Crex affinis A. Smith, 1828).
- Lemurolimnas: nowołac. Lemuria „Madagaskar” (od wyspy będącej domem dla lemurów); limnas „wodnik”, od gr. λιμνας limnas „z bagna”, od λιμνη limnē „bagno, mokradło”[11]. Gatunek typowy: Zapornia watersi E. Bartlett, 1880.
- Daseioura: gr. δασυς dasus, δασεια daseia „kudłaty”; ουρα oura „ogon”[12]. Gatunek typowy: Rallus rufus Vieillot, 1819.

### Podział systematyczny
Do rodzaju należą następujące gatunki:
- Sarothrura pulchra (J.E. Gray, 1829) – kusokurka perlista
- Sarothrura elegans (A. Smith, 1839) – kusokurka plamista
- Sarothrura rufa (Vieillot, 1819) – kusokurka rdzawogłowa
- Sarothrura lugens (Böhm, 1884) – kusokurka długosterna
- Sarothrura boehmi Reichenow, 1900 – kusokurka kreskowana
- Sarothrura affinis (A. Smith, 1828) – kusokurka smugowana
- Sarothrura insularis (Sharpe, 1870) – kusokurka madagaskarska
- Sarothrura ayresi (J.H. Gurney, 1877) – kusokurka białoskrzydła
- Sarothrura watersi (E. Bartlett, 1880) – kusokurka cienkodzioba